# Exacum arabicum
Exacum arabicum là một loài thực vật có hoa trong họ Long đởm. Loài này được Thulin mô tả khoa học đầu tiên năm 2001.